# Something's Wrong in Kansas
Something's Wrong in Kansas is een film uit 2008 onder regie van Louis Paul Tocchet.
De film gaat over een jonge studente die overlijdt tijdens een initiatie. Haar broer en zus besluiten wraak te nemen op de studenten die verantwoordelijk zijn voor haar dood.

## Rolverdeling
- Andrea Bogart - Dominique
- Jenna Lamia - Shelby
- Bre Blair - Page
- Brittany Eldridge - Wendy
- Tamara Feldman - Sabrina
- Brianne Davis - Jessica
- Shauna Stoddart - Kate
- Joseph McKelheer - Gordon
- Jesse Woodrow - Toner
- Travis Schuldt - Juice
- Cy Carter - Dwayne
- Ed Lauter - Amos